# Colletes subnitens
Colletes subnitens är en biart som beskrevs av Noskiewicz 1936. Colletes subnitens ingår i släktet sidenbin, och familjen korttungebin. Inga underarter finns listade i Catalogue of Life.